# Modreni, Buzău
Modreni este un sat în comuna Valea Salciei din județul Buzău, Muntenia, România. Se află în nordul județului, în Subcarpații de Curbură.